# コンスタンチン・ウシンスキー

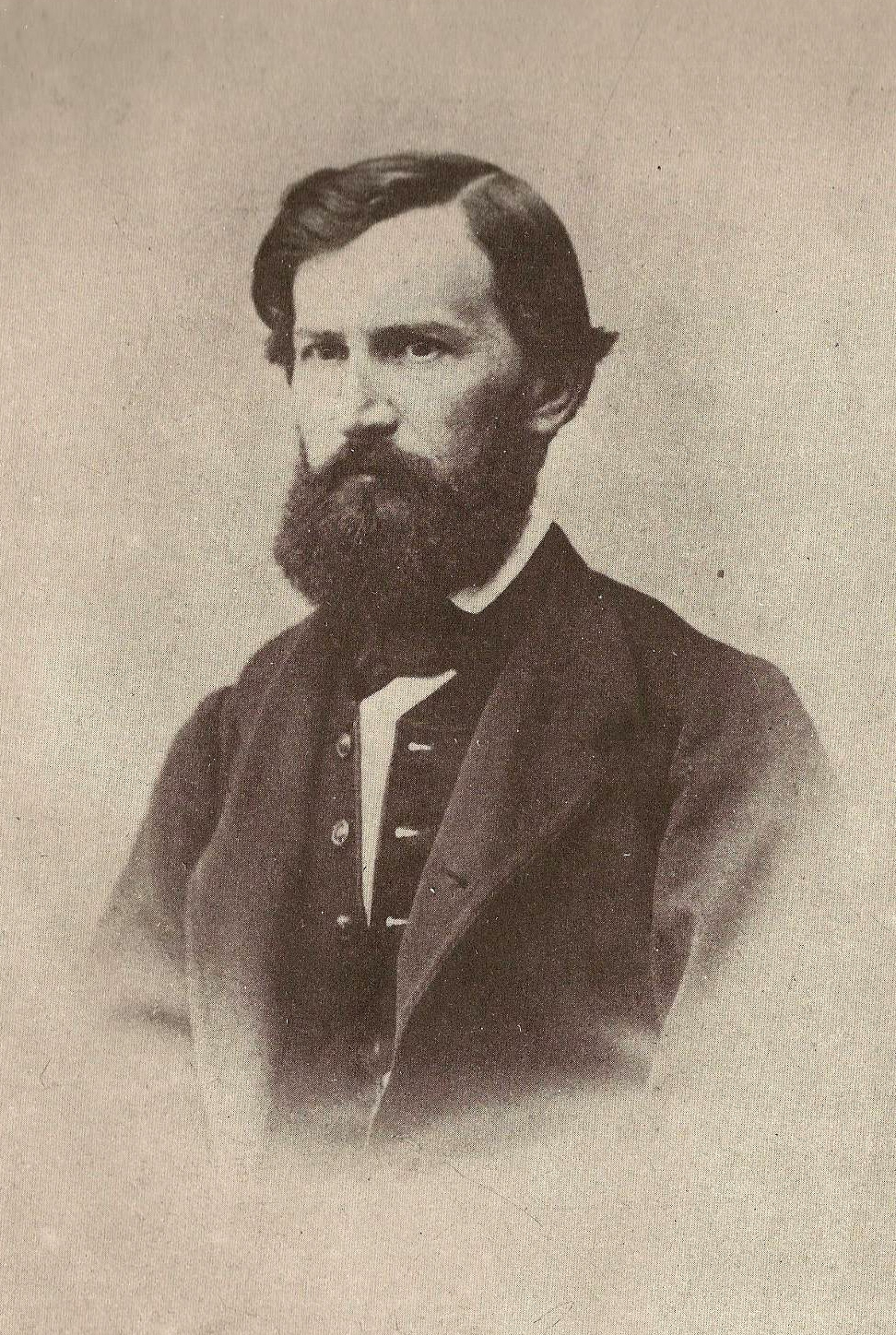
コンスタンティン・ウシンスキー

コンスタンチン・ドミトリエヴィチ・ウシンスキー（ロシア語: Константин Дмитриевич Ушинский, ラテン文字転写: Konstantin Dmitrievich Ushinskii、1824年3月2日（ユリウス暦2月19日）- 1871年1月3日（ユリウス暦1870年12月22日））は、ロシアの教育学者。
分析－総合的音声式教授法による教科書『母語』を出版し、国語教育の重要性を国民に広く認識させた。さらに、教育に関する技術および法則を基礎とした教育学を洗練し、教育課程全般を見直しすべきことを提唱した。英・独・仏・米の哲学思潮の中での認識論および教育論を批判的に比較研究した『教育的人間学』を著して、ロシア教育学の基礎を築いた。

## 生涯
1824年軍人の子としてトゥーラに生まれる。父は退役後税務監督局に勤務、1832年にはノヴゴロド＝セヴェルスク市の郡裁判官となった。1833年ギムナジウム入学。1835年母死去。1840年モスクワ大学法学部に入学。1844年大学を優秀な博士補として卒業。
1846年ヤロスラヴリの法律専門学校の教授となり、財政学を講義。1849年危険人物として大学を追放される。1850年から1854年まで内務省外国宗教局に勤務。この間、恩師ミリューチンの編集する『ロシア地理学通報』等の雑誌に評論や外国小説の翻訳を寄稿。
1854年ガッチンスキー孤児学園のロシア語教師となる。1855年同学園の教授部門の主任となる。1857年同年創刊の雑誌『教育雑誌』の創刊号に、自身初の教育論文「教育文献の効用について」を寄稿。同年同誌に「公教育における国民性について」を寄稿。さらに同年同誌に「学校の三要素」を発表。1858年『教育雑誌』に「北アメリカにおける学校改革」、「北アメリカの学校の内部機構」を発表。
1859年ペテルブルクのスモリヌイ学院の教授部主任（督学官）となる。1860年『国民教育省雑誌』の編集者となる。また同誌に「労働、その精神的・教育的意義」、「ロシア教育のなかの道徳的要素について」を発表。1861年ロシア語教科書『子どもの世界』を完成する。同年、『国民教育省雑誌』編集者を解任される。1862年スモリヌイ学院督学官の地位を解かれる。同年より1867年まで、スイスを中心に外国を旅する。この間、外国の教育事情視察の公式報告書および『スイス教育紀行』を発表。1864年教科書『母語』第一・二年用を作成。さらに『「母語」指導書』を付けた。1868年『教育の対象としての人間－教育的人間学試論』第一巻を発表。1869年『教育の対象としての人間－教育的人間学試論』第二巻を発表。1870年教科書『母語』第三年用を作成。
1871年オデッサにて死去。

## 語録
「われわれは、教師に向かって、『とにかく行動してみなさい』とはいわない。われわれは次のようにいう。『あなたがたが支配したいと思うその心理現象の法則を研究しなさい。そして、これらの法則と、あなたがたがこれらの法則を適用したいと望んでいる状況とに応じて行動しなさい』と。」。
「われわれは、完全な教育は、人間の力、その肉体的・知的・道徳的力の限界を大きく押し広げることができると確信する。少なくとも、その可能性を生理学も心理学も明瞭に示しているのである。」。

## 著書
- 『母語』1864年
- 『教育的人間学』1868－69年
- 『母語教授指導書』1873－75年
- 邦訳『ウシンスキー教育学全集』1965－67年、第1国民教育論、第2初等教育論、第3子どもの世界、第4教育の対象としての人間 正、第5教育の対象としての人間 続、第6教育学の基礎